# Toy-Box (gruppo musicale)
I Toy-Box sono un gruppo danese formato nel 1990. È composto da due soli membri, entrambi cantanti: Aneela Mirza e Amir El-Falaki. Nel 1999 ottengono un discreto successo nelle classifiche musicali scandinave grazie al singolo Tarzan & Jane, contenuto nel loro album di debutto, Fantastic. Gli altri singoli estratti, Best Friend e The Sailor Song, ottengono anch'essi un discreto successo. Nel 2001 pubblicano il loro secondo album, Toy Ride, che include il singolo Superstar e le canzoni preferite dai fan Www.girl, Prince of Arabia e Wizard of Oz.
Lo scioglimento del gruppo non è stato annunciato ufficialmente. Anila ha cambiato il suo nome in Aneela ed ha cominciato una carriera da solista. Interrogata su un altro possibile album dei Toy-Box, ha risposto: "Non ne ho idea, tutto è possibile".
I Toy-Box sono spesso comparati alla band scandinava degli Aqua, e sono stati spesso considerati una "copia" degli Aqua. Inoltre le voci di Amir e di Anila sono state spesso associate a quelle di René Dif e Lene Nystrøm Rasted.

## Discografia

### Album
- 1999 – Fantastic
- 2001 – Toy Ride

### Singoli
- 1998 – Tarzan & Jane
- 1999 – Best Friend
- 1999 – The Sailor Song
- 2001 – Superstar
- 2001 – Www.girl